# Judith Colell i Pallarès
Judith Colell i Pallarès (Barcelona, 14 de juliol de 1968) és una directora, guionista i productora de cinema catalana. És presidenta de l'Acadèmia del Cinema Català. El 2024 va ser elegida per Forbes Women com una de les 50 dones més influents del cinema i l'audiovisual espanyol.

## Trajectòria
Va llicenciar-se en Història de l'Art a la Universitat de Barcelona i posteriorment la Universitat de Nova York va atorgar-li el Certificate in Film.
Va començar a treballar com a ajudant de direcció a la pel·lícula Ratita, ratita (1990), de Francesc Bellmunt, i posteriorment a Els papers d'Aspern (1991), de Jordi Cadena i Los mares del Sur (1992), de Manuel Esteban.
El 1991 debutà com a directora i guionista en el curtmetratge Clara Foc. L'any 1996 el seu curtmetratge Escrit a la pell va estar nominat al Premi Goya com a millor curtmetratge de ficció. El 1996 participà en la pel·lícula col·lectiva El domini dels sentits, en què cada episodi està basat en un dels cinc sentits; Colell dirigí i fou coautora de l'episodi «La vista». Ja en solitari, dirigí Dones (2000), el seu primer llargmetratge, basat en el llibre del mateix títol de Isabel-Clara Simó. El 2004 va fer la seva incursió en el món del teatre, quan va dirigir l'obra Amor matern, un text d'August Strindberg que va ser interpretat al Brossa Espai Escènic per Imma Colomer, Marina Gatell, Maria Ribera i Mercè Managuerra. El 2006 va dirigir 53 dies d'hivern. El 2010 va codirigir amb Jordi Cadena la pel·lícula Elisa K, basada en la novel·la Elisa Kiseljak de Lolita Bosch. Aquest film va obtenir el Premi Especial del Jurat al Festival Internacional de Cinema de Sant Sebastià de 2010 i el Premi Nacional de Cinema de la Generalitat de Catalunya.
Entre 2011 i 2015 va ser vicepresidenta de l'Acadèmia del Cinema Espanyol, dins l'equip del productor Enrique González Macho.
Ha treballat com a professora a la Universitat Pompeu Fabra, a la Universitat de Girona, al Taller de guionistes i a l'Institut Sant Ignasi de Sarrià. Des de 2017 és la directora del Grau de Comunicació audiovisual de la Universitat Ramon Llull, i des de juny de 2021 és presidenta de l'Acadèmia del Cinema Català. La seva junta està formada per les directores Carla Simón, Sílvia Quer i Alba Cros, l'actor David Verdaguer, l'actriu Maria Molins, el distribuïdor Carlos R. Ríos, la muntadora Ana Pfaff, el guionista Eduard Sola i el productor Sergi Moreno.
El novembre de 2021, dins de la programació del Festival Temporada Alta, va estrenar 15 hores, que va ser un encàrrec de dues productores de la República Dominicana, per difondre la violència masclista en les classes benestants que es dona en aquell país. Abans de la seva estrena, 15 hores va rebre el premi SIGNIS en el Festival de Màlaga de 2021.
És la parella de Jordi Cadena, amb qui resideix a Sant Cugat del Vallès.

## Filmografia
| Any  | Pel·lícula                   | Com       | Com       | Com        | Notes                                 |
| Any  | Pel·lícula                   | Directora | Guionista | Productora | Notes                                 |
| ---- | ---------------------------- | --------- | --------- | ---------- | ------------------------------------- |
| 1991 | Clara foc                    | Sí        | Sí        |            | curtmetratge                          |
| 1994 | Roig                         |           |           | Sí         | curtmetratge                          |
| 1995 | Escrit a la pell             | Sí        |           |            | curtmetratge                          |
| 1996 | El domini dels sentits       | Sí        | Sí        |            | episodi «La vista»                    |
| 1996 | Ya no me acuerdo             |           |           | Sí         | curtmetratge                          |
| 2000 | Dones                        | Sí        |           |            |                                       |
| 2003 | Fragments                    | Sí        |           |            | telefilm                              |
| 2003 | No matarás                   |           |           | Sí         | curtmetratge                          |
| 2006 | 53 dies d'hivern             | Sí        |           |            |                                       |
| 2007 | Positius                     | Sí        |           |            | telefilm                              |
| 2010 | Elisa K                      | Sí        |           |            | basada en la novel·la de Lolita Bosch |
| 2012 | Radiacions                   | Sí        |           |            | telefilm                              |
| 2014 | L'últim ball de Carmen Amaya | Sí        |           |            | telefilm                              |
| 2021 | 15 hores                     | Sí        |           |            |                                       |

## Premis i reconeixements

### Premis
- 2001: Premi Butaca a la millor pel·lícula catalana per Dones
- 2010: Premi Especial del Jurat al Festival Internacional de Cinema de Sant Sebastià de 2010
- 2010: Premi Nacional de Cinema de la Generalitat de Catalunya
- 2020: 4t Premi de Cinema Espiritual de Catalunya, com a reconeixement a la seva trajectòria i implicació en la societat a través del seu cinema i per la seva sensibilitat humanista en la manera de tractar temes com l'abús sexual, el maltractament, la manipulació o la solitud que pateixen moltes dones.[20][21]
- 2021: Premi SIGNIS en el Festival de Màlaga al seu film 15 hores.

### Nominacions
- 1996: Premi Goya al millor curtmetratge de ficció per Escrito en la piel
- 1997: Premi del Cercle Precolombí al Festival de Cinema de Bogotà per El domini dels sentits, juntament amb les codirectores Isabel Gardela, Teresa Pelegri, Nuria Olivé-Bellés i Maria Ripoll
- 2007: Premi Ciutat de Barcelona a la millor direcció per 53 dies d'hivern
- 2008: Premi Butaca a la millor pel·lícula catalana per 53 dies d'hivern
- 2015: Gaudí a la millor pel·lícula per televisió per L'últim ball de Carmen Amaya